# 小川音子
小川 音子（おがわ ねね、1982年11月3日 - ）は、日本の元AV女優。Hカップの巨乳の持ち主。
ビデオメーカーにより、生年月日とバストサイズが若干異なる。
2003年10月にAVデビュー。

## 出演作品

### アダルトビデオ
2003年
- 初乳　（10月1日、MOODYZ）　※デビュー作
- 巨乳MISSION ぷるるん初挑戦の旅　（11月15日、MOODYZ）
- 爆乳プルプル娘　（11月21日、宇宙企画）
- 爆乳侵犯　（12月19日、宇宙企画）

2004年
- ウルトラ・ミックス　（1月29日、宇宙企画）…総集編
- A級乳犯　（2月28日、シー・ツー・コーポレーション）
- オモチャな爆乳　（3月27日、シー・ツー・コーポレーション）
- M乳遊戯　（4月24日、シー・ツー・コーポレーション）
- 巨乳拘束マニア　（5月1日、ワンズファクトリー）
- 小川音子 Re-MIX スペシャル　（5月28日、クリスタル映像）…総集編
- 超-股間のアングル　（6月1日、ワンズファクトリー）
- 僕の巨乳妹　（6月4日、プレステージ）
- 爆乳秘密調教倶楽部 ～純真爆乳ペットのパイズリ快感飼育～　（9月15日、MOODYZ）
- 小川音子 完全版　（10月1日、ワンズファクトリー）…総集編
- 黒人と爆乳、デジタルモザイク　（10月15日、MOODYZ）
- 大開脚　（11月1日、ゾーンワークス）…オムニバス作品　他出演:明乃夕奈、笠木忍、川浜なつみ、鮎川あみ 他
- 黒人と爆乳と乱交　（12月15日、MOODYZ）…共演:星ありす
- 私の爆乳で抜いてください　（12月15日、隼エージェンシー）

2005年
- 巨乳中出し240 6　（1月15日、隼エージェンシー）…オムニバス作品　他出演:矢藤あき、星川ヒカル、夜桜すもも、眞雪ゆん、一条美穂
- 爆乳ご奉仕メイド　（1月21日、タカラ映像）
- THE 巨乳家庭教師 5　（2月10日、ドリームチケット）…オムニバス作品　他出演:黒崎あかり、森下こずえ
- R*Queen 05　（3月10日、ドリームチケット）…オムニバス作品　他出演:渡瀬晶、田中梨子
- THE 巨乳看護婦 3　（3月10日、ドリームチケット）…オムニバス作品　他出演:甘味いちご、早坂まゆみ
- 爆乳中出し妻　（5月27日、タカラ映像）…オムニバス作品　他出演:村上まゆ、望月なな
- フェラマニア 25人のおしゃぶり姫　（6月10日、隼エージェンシー）…オムニバス作品　他出演:江口美貴、日高ゆりあ、早乙女みなき、眞雪ゆん、桜井美月、RIRICO、星川ヒカル、真弓あゆ、矢吹涼子、中山りお 他
- イー・ジー 3　（7月8日、桃太郎映像出版）
- 拘束トランス BEST 辻めぐ、鈴木麻奈美、小川音子、井上雅、野々宮りん、南波杏、森下理音、小泉キラリ、稲葉みさき、遥優衣、萩原めぐ (7月1日、MOODYZ)
- 童貞の僕がいとこの巨乳三姉妹の家に居候した。 パート3　（9月8日、V&Rプロダクツ）…共演:日向ゆみ、青山遥
- Boin Body!! 3 ～ボインな貴女に癒されたい。～　（9月9日、デジタルバンク）…オムニバス作品　他出演:佐々木美羽、ゆうきりり、真咲菜々、仁科景子、花井もも
- Wボイン痴女　（12月19日、CROSS）…共演:望月なな

　他

### テレビ番組
- Peach-Pit 桃のたね（MONDO TV）

## 電子書籍
- チョキぷりん　（2003年9月12日、LEVEL4）
- 絶対音感　（2004年3月6日、LEVEL4）
- 宇宙美少女FILE 28 小川音子　（2004年4月16日、宇宙企画）
- H LIFE　（2004年4月24日、LEVEL4）
- ザ・撮影現場 『爆乳エンジェル!』　（2007年3月9日、パピレス）